# Shinji Kobayashi
Shinji Kobayashi (小林 伸二, Kobayashi Shinji) (Nagasaki, 24 de agosto de 1960), é um treinador e ex-futebolista japonês que atuava como meio-campo. Atualmente, dirige o Tokushima Vortis.